# ورزشگاه هاردر

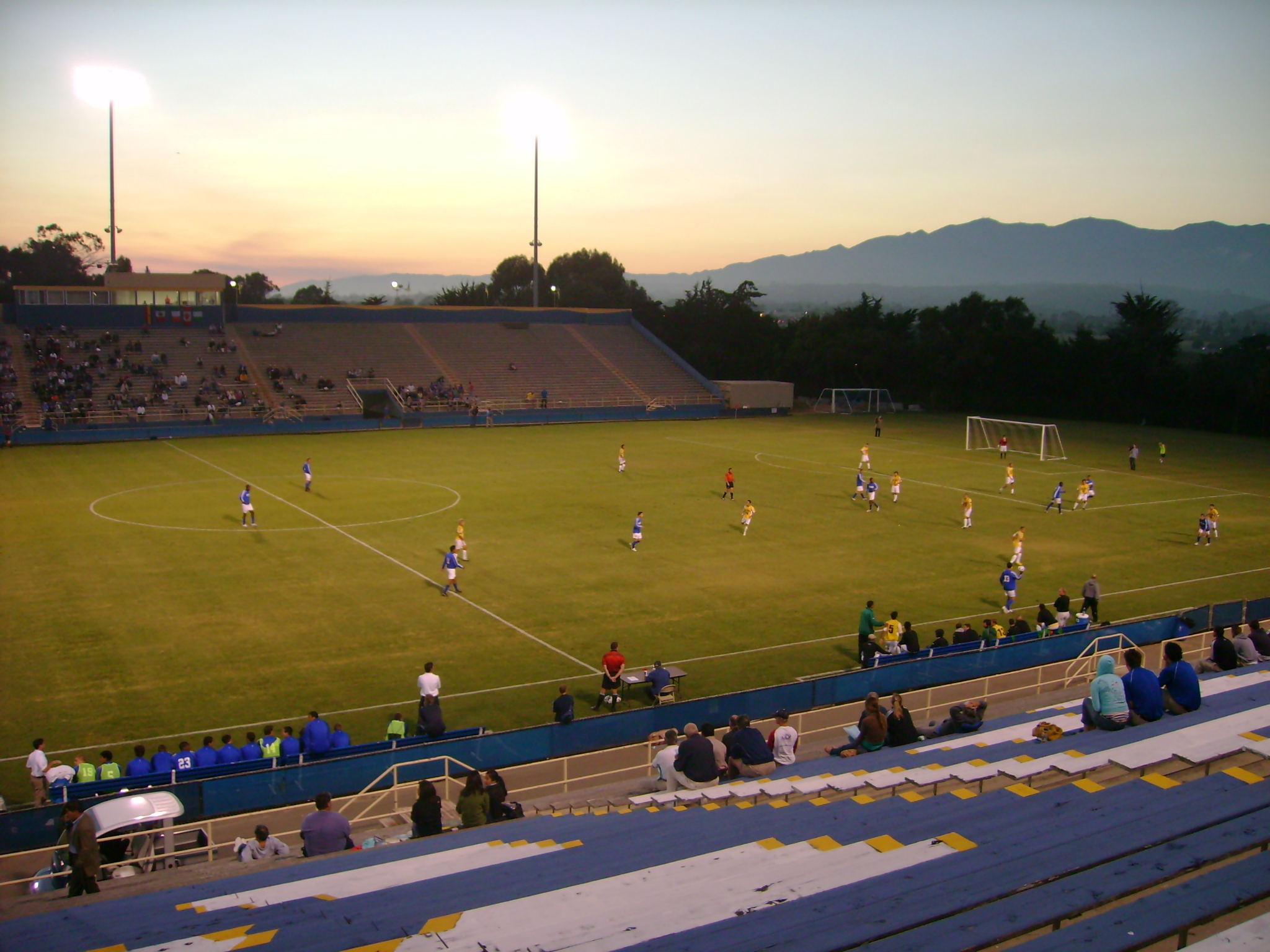

ورزشگاه هاردر (به انگلیسی: Harder Stadium) با ظرفیت ۱۷٬۰۰۰ نفر در شهر سنتا باربارا ایالت کالیفرنیا واقع شده‌استو دارای زمین چمن می‌باشد.
این ورزشگاه متعلق به دانشگاه کالیفرنیا، سانتا باربارا است.